# عبد الرحمن بن الحسين شايم المؤيدي
عبدالرحمن بن الحسين شايم المؤيدي(1358هـ_1434هـ) هو عالم دين يمني، فقيه، أصولي، مجتهد، مفتي محافظة صعدة، ولد في 25/ رجب/ 1358هـ بهجرة فله بصعدة وتوفي في شهر رمضان سنة 1434هجرية.

## نسبه
هو عبدُالرحمن بن الحسين بن مهدي بن شايم المؤيدي

## مولده ونشأته
ولد في 25/ رجب / 1358هـ بهجرة فله بصعدة وهاجر إلى ضحيان وصعدة وأخذ عن شيوخها في الأصول والعربية والفروع ولازم علي العجري مجد الدين المؤيدي وتصدر للتدريس والإفتاء والقضاء والإصلاح بين الناس .

## مشائخه
- درهم بن عبد الله بن حورية
- صلاح نور الدين
- يحيى بن حسين سهيل
- محمد بن يحيى مرغم .[4]

## الإصلاح بين الناس
وإلى جانب تدريسه المستمر يقوم بالإصلاح بين القبائل المتخاصمة، وقد جعل من مجلسه الواحد مدرسة لبث المعلومات، ومحكمة لفصل الخصومات، وقد أصدر عشرات الأحكام، وحل عشرات المشاكل،
وسكّن الدهماء بين كثير من القبائل.

## مؤلفاته
- 1- الفتاوى ( ويحتوي على عشرات الأسئلة من مختلف المواضيع المتعددة).[6]
- 2- منهاج السلامة في مذهب الإمام عزالدين بن الحسن في الإمامة ( رد على جميع الاشكالات التي ترد حول مذهب الإمام عزالدين ) .
- 3- أطواق الحمامة بتحقيق مسألة القسامة .
- 4- منار الإهتداء في بيان شروط الناقص والبداء.
- 5- الرد الواضح الجلي في أتباع زيد بن علي .
- 6- رفع الخصاصة عن قراء لباب المصاصة .[7]
- 7- الفوارق بين الزيدية والإمامية.[8]

*تحتوي مكتبته الخاصة على ( 49 ) مجلد ) مخطوطة و ( 182 ) مجلد مخطوطا مصورا فيها نفائس ونوادر الكتب القيّمة .

## وفاته:-
توفى يوم الجمعة في الثامن عشر من شهر رمضان سنة 1434هجرية الموافق 26/يوليو/2013 ميلادية.